# Józef Godlewski (poseł)
Józef Hipolit Godlewski herbu Gozdawa (ur. 13 sierpnia 1867 w Brulinie-Koskach, zm. 30 października 1936 w Warszawie) – ziemianin, poseł na Sejm III kadencji w II RP, z ramienia Stronnictwa Narodowego.

## Życiorys

### Działalność w Polsce
Ukończył Akademię Rolniczą w Dublanach. W 1908 r. wraz z kilkunastoma innymi właścicielami ziemskimi założył „Czyżewską Spółkę Mleczarską”, w jej zarządzie prócz Godlewskiego zasiadał Guerquin z Dobk i Henryk Apoznański z Rusi. Był członkiem Łomżyńskiego Towarzystwa Rolniczego, od roku 1909 delegatem do rady głównej Centralnego Towarzystwa Rolniczego, następnie dyrektorem Syndykatu Rolniczego Siedleckiego, wyznaczonym po wybuchu I wojny światowej do ewakuacji i rozmieszczenia obór zagrodowych. Po wypędzeniu z rodzinnych Kosk w 1915 r. brał udział w zawiązaniu w Prużanach „Komisji z samych wygnańców”, wraz z Władysławem Glinką, Lucjanem Gieżyńskim, Stefanem Strzeleckim, Stanisławem Włodkiem, Wiktorem Jakubowskim, Janem Glinką i baronem Józefem Dangelem, który został prezesem.

### Działalność w Rosji
W marcu 1916 w Smoleńsku wraz z Władysławem Glinką, jego synem Janem, oraz baronem Janem Dangelem, zawiązali Komisję Hodowlaną Centralnego Towarzystwa Rolniczego w Rosji, która opiekować się miała inwentarzem ewakuowanym z Polski. Od roku 1917 Godlewski pełnił też funkcję delegata smoleńskiej Rady Okręgowej do Rady Głównej CKO.

### Działalność po powrocie do Polski
Józef Godlewski po powrocie do Polski starał się przywrócić swojemu majątkowi Brulino-Koski przedwojenną świetność. Drenował pola, wprowadził uprawę buraków cukrowych, odbudowywał budynki gospodarcze i dom mieszkalny. Znany był ze swej działalności społecznej. W latach 1930–1935 był posłem na Sejm Rzeczypospolitej Polskiej III kadencji ze Stronnictwa Narodowego.
Zmarł w 1936 roku, został pochowany w rodzinnym grobowcu Godlewskich na cmentarzu parafialnym w Czyżewie.

## Rodzina
Był synem ziemianina Wincentego Józefa Godlewskiego (1825–1913), właściciela majątku Brulino-Koski oraz Marii Konstancji z Domżalskich (1827–1892), córki Walentego Domżalskiego, nadzwyczajnego referendarza stanu. Do końca życia pozostał kawalerem, nie miał dzieci.